# Schistura orthocauda
 Schistura orthocauda és una espècie de peix de la família dels balitòrids i de l'ordre dels cipriniformes que es troba al Vietnam.